# Drosophila stictoptera
Drosophila stictoptera är en tvåvingeart som beskrevs av Léonidas Tsacas och Chassagnard 1999. Drosophila stictoptera ingår i släktet Drosophila och familjen daggflugor.
Artens utbredningsområde är Guinea och Nigeria.